# Balinghem
Balinghem (ndl.: „Balingem“) ist eine französische Gemeinde mit 1225 Einwohnern (Stand 1. Januar 2022) im Département Pas-de-Calais in der Region Hauts-de-France. Sie gehört zum Arrondissement Calais und zum Gemeindeverband Pays d’Opale.

## Lage
Die Gemeinde Balinghem liegt im Regionalen Naturpark Caps et Marais d’Opale, zwölf Kilometer südsüdöstlich von Calais (ndl.: „Kales“).  Nachbargemeinden von Balinghem sind Les Attaques im Norden, Ardres (ndl.: „Aarde“) im Nordosten, Brêmes im Osten, Rodelinghem im Süden, Campagne-lès-Guines im Südwesten sowie Ardres im Westen und Nordwesten.

## Geschichte

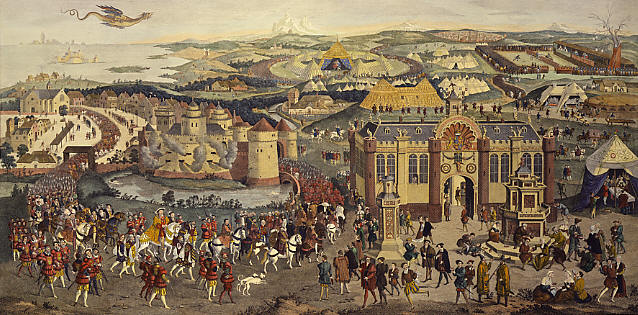
Palastattrappen von Balinghem. Vorne links Heinrich VIII.

Bis zum 7. Januar 1558 gehörte das Gebiet um Calais bis Balinghem zum Herrschaftsbereich des Königs von England. Vom 7. bis 24. Juni 1520 trafen sich auf dem Camp du Drap d’Or, Franz I. von Frankreich und Heinrich VIII. von England.
Auf der Gastgeberseite hatte das Treffen Thomas Wolsey vorbereitet, welcher in Personalunion apostolischer Nuntius und Lordkanzler von England war. Die französischen Gäste betonten die Rolle von Galiot de Genouillac als Organisator.Ardres (ndl.: „Aarde“)

### Bevölkerungsentwicklung
| Jahr                       | 1962 | 1968 | 1975 | 1982 | 1990 | 1999 | 2006 | 2016 | 2022 |
| -------------------------- | ---- | ---- | ---- | ---- | ---- | ---- | ---- | ---- | ---- |
| Einwohner                  | 511  | 525  | 539  | 530  | 763  | 829  | 1006 | 1191 | 1225 |
| Quellen: Cassini und INSEE |      |      |      |      |      |      |      |      |      |

## Sehenswürdigkeiten
- Kirche Mariä Geburt (Nativité-de-Notre-Dame)

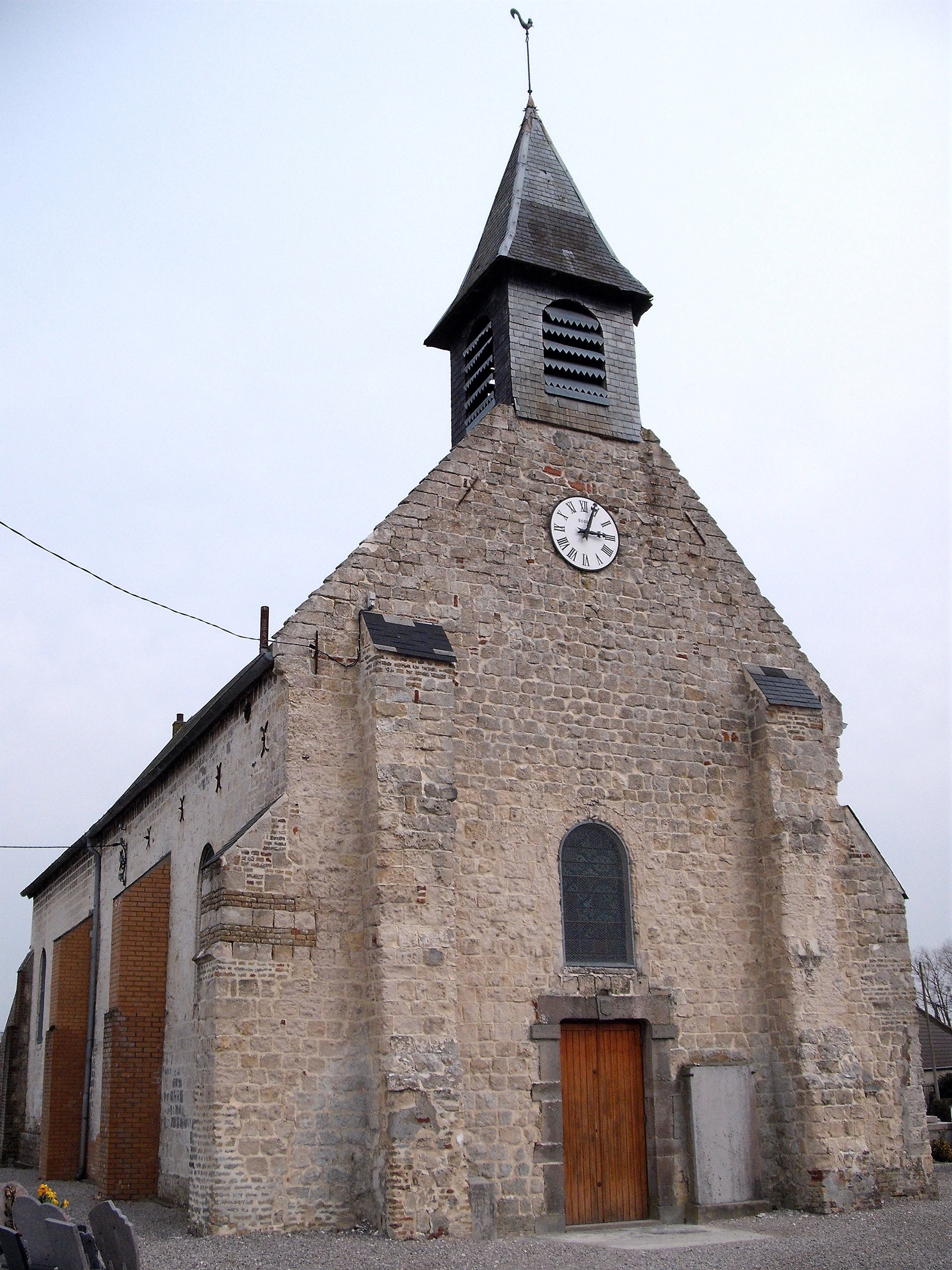
Kirche Mariä Geburt
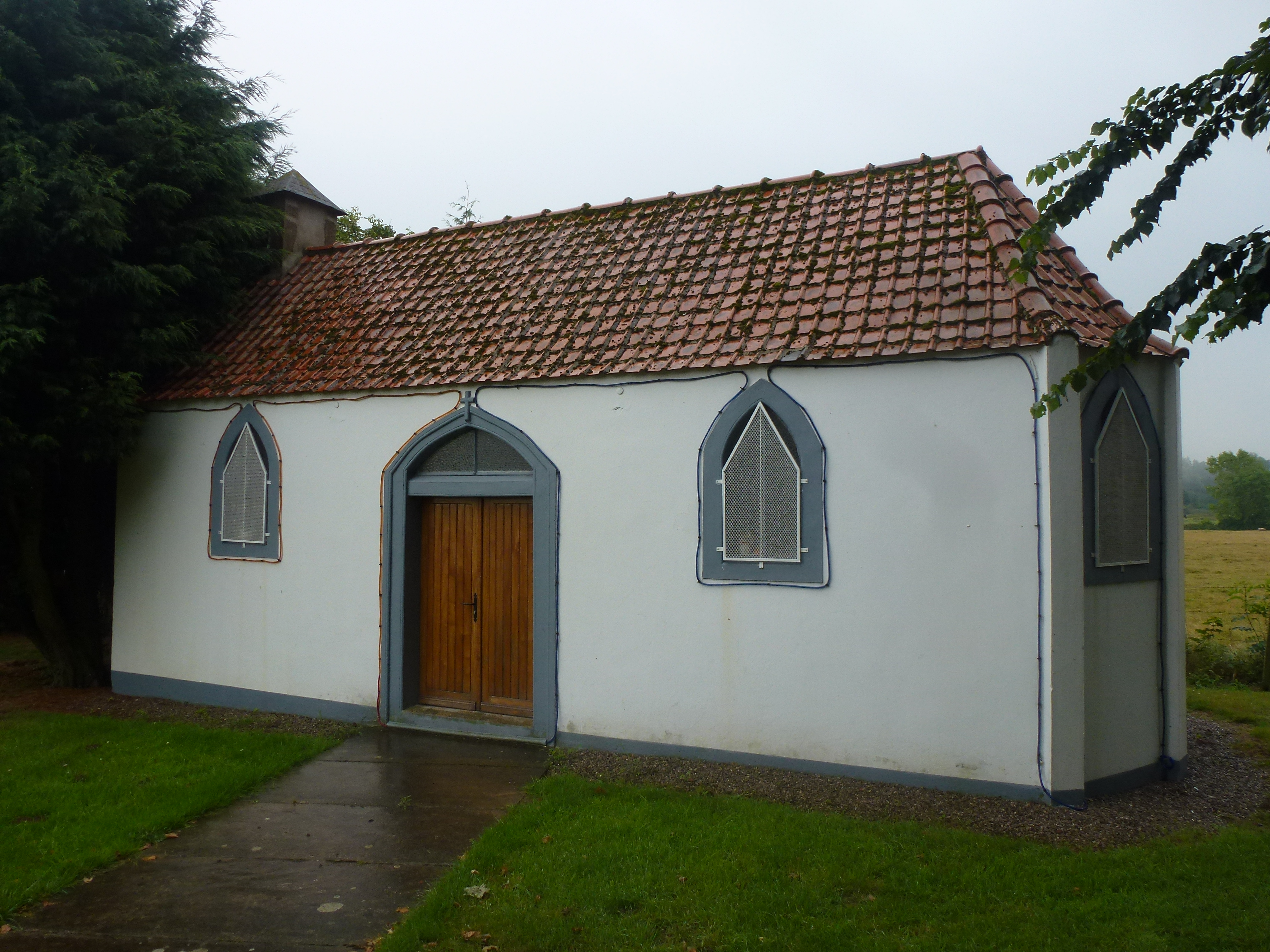
Kapelle am Kreuzweg
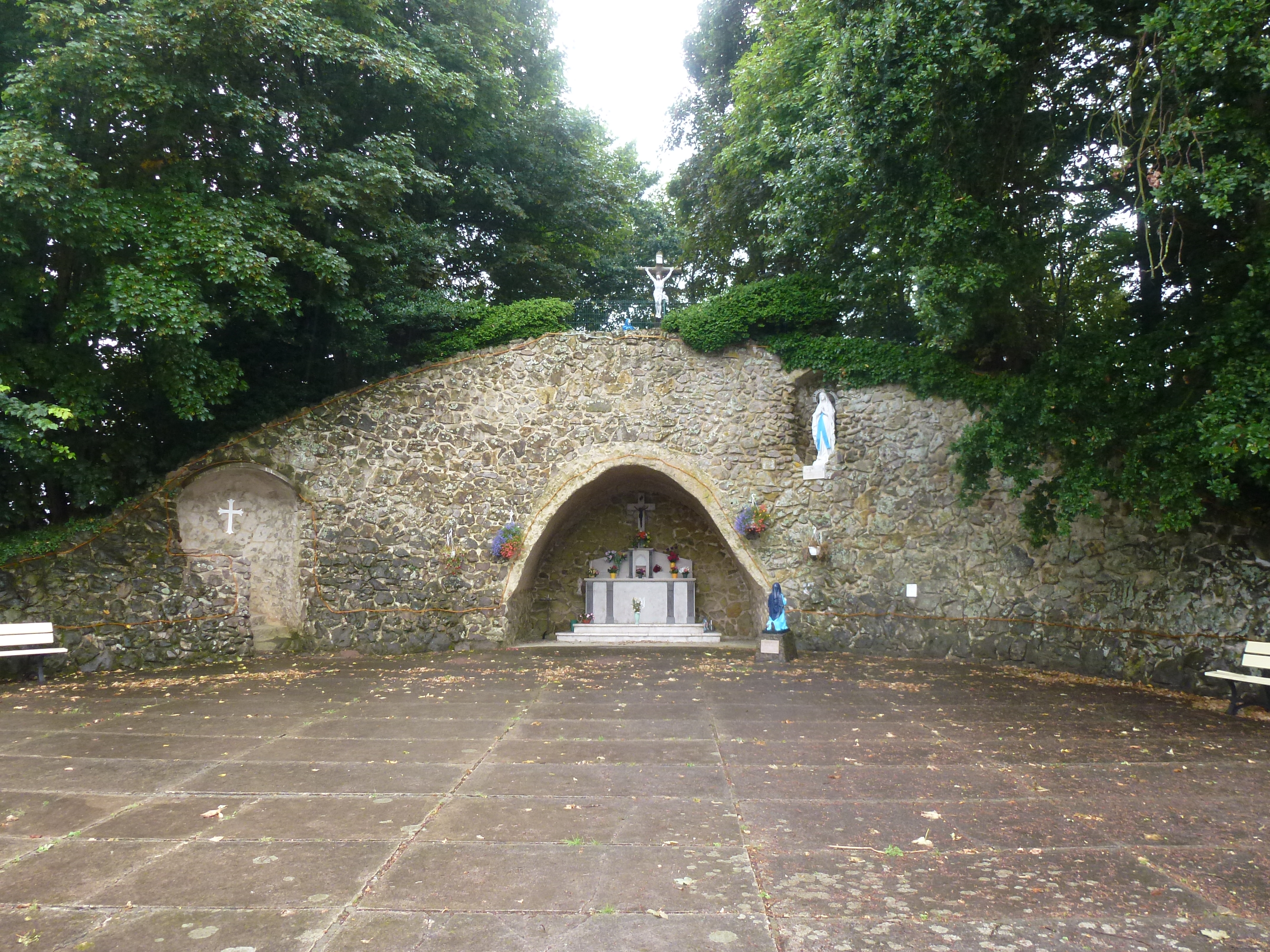
Replik einer Lourdes-Grotte
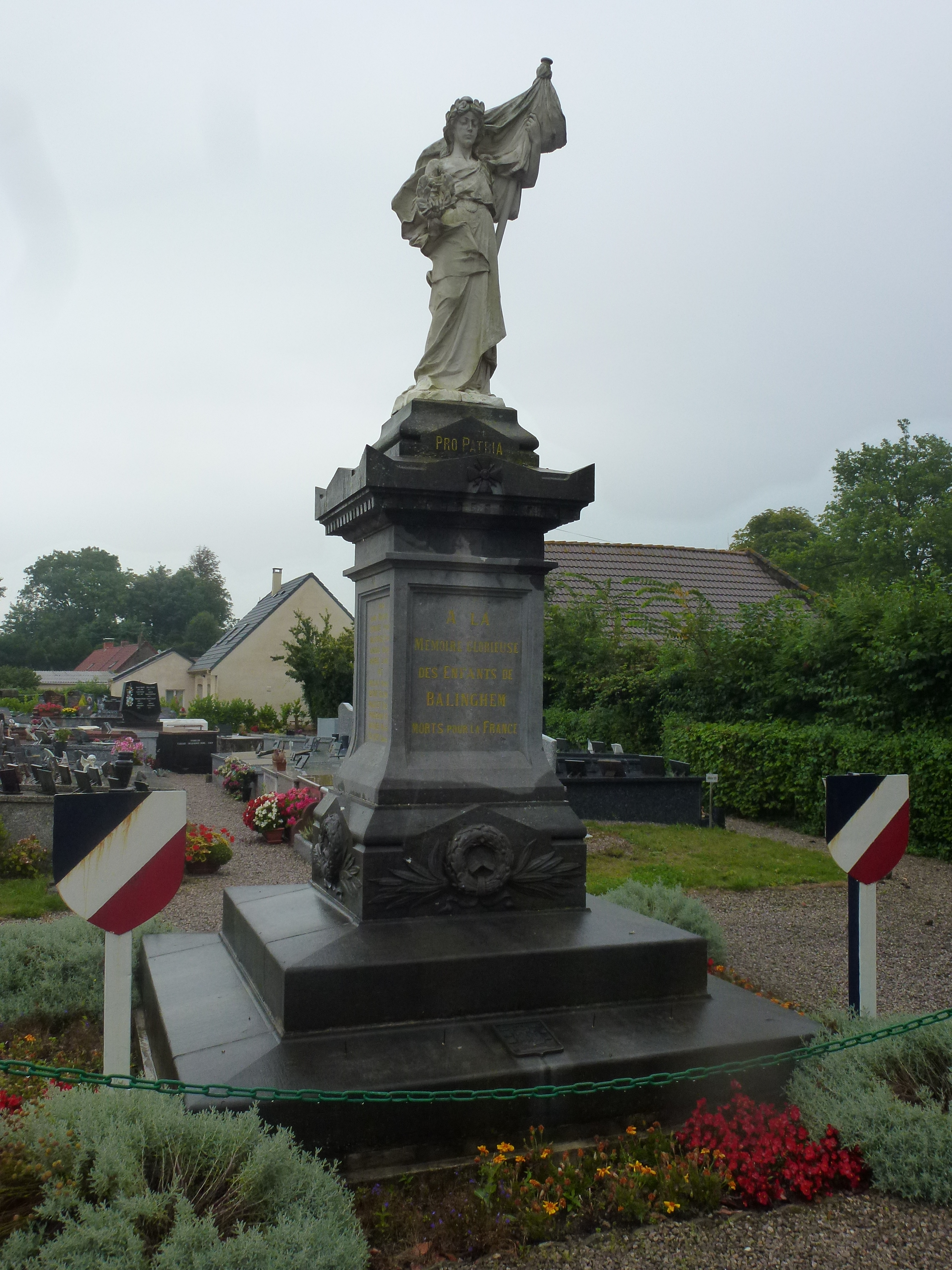
Gefallenendenkmal